# شب (فیلم ۱۹۶۱)
شب (به ایتالیایی: La Notte) فیلم ایتالیایی به گونهٔ درام به کارگردانی میکل‌آنجلو آنتونیونی و بازی مارچلو ماسترویانی، ژن مورو و مونیکا ویتی است. این فیلم که در میلان فیلمبرداری شده در مورد روزی در زندگی زوجی ناکام و رابطهٔ روبه زوالشان است. شب در یازدهمین جشنواره بین‌المللی فیلم برلین برندهٔ جایزهٔ خرس طلایی و نیز برندهٔ جایزهٔ دیوید دی دوناتلو برای بهترین کارگردان شد. شب فیلم میانی در سه‌گانه‌ای از آنتونیونی است که با ماجرا شروع و با کسوف تمام می‌شود.